# Луков (Мекленбург-Передня Померанія)
Луков (нім. Luckow) — громада в Німеччині, розташована в землі Мекленбург-Передня Померанія. Входить до складу району Передня Померанія-Грайфсвальд. Складова частина об'єднання громад Ам-Штеттінер-Гафф.
Площа — 37,57 км2. Населення становить 572 ос. (станом на 31 грудня 2020).

## Галерея

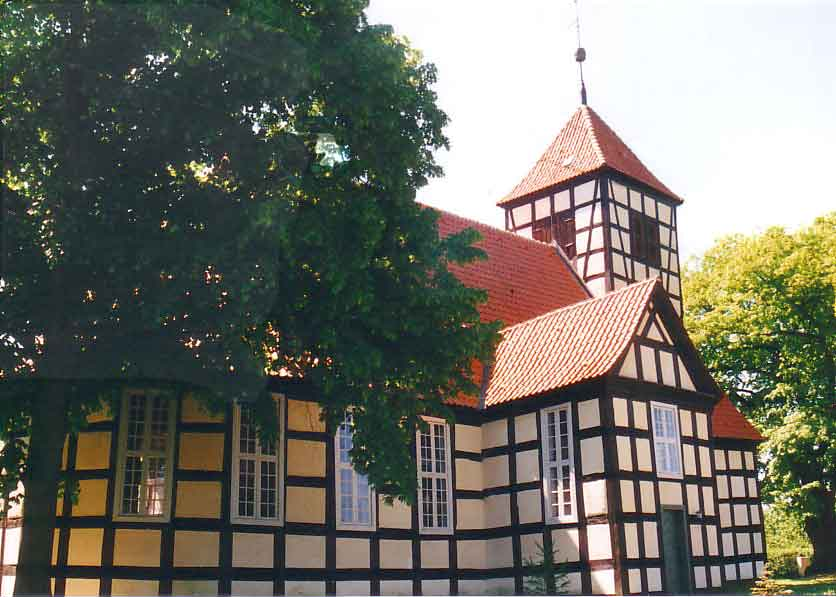
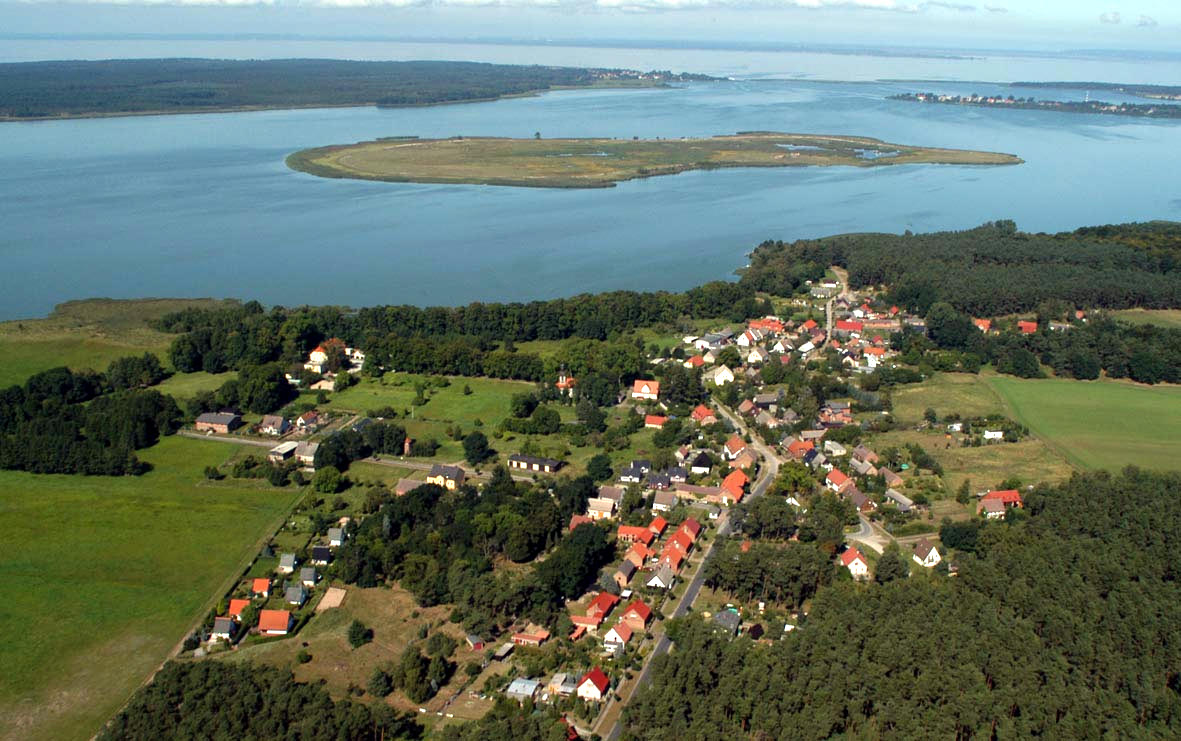